# إيف كايزر
إيف كايزر هو لاعب كرة قدم سويسري في مركز الدفاع، ولد في 30 أبريل 1998 في سولوتورن في سويسرا. شارك مع منتخب سويسرا تحت 16 سنة لكرة القدم ‏ ومنتخب سويسرا تحت 20 سنة لكرة القدم ومنتخب سويسرا تحت 21 سنة لكرة القدم. أما مع النوادي، فقد لعب مع نادي بازل.

## وصلات خارجية
- إيف كايزر على موقع قاعدة بيانات كرة القدم.إي يو (الإنجليزية)
- إيف كايزر على موقع Soccerway.com (الإنجليزية)
- إيف كايزر على موقع عالم كرة القدم.نت (الإنجليزية)